# 広瀬靖浩
広瀬 靖浩（ひろせ やすひろ、1967年5月2日 - ）は、NHKの元シニアアナウンサー。

## 人物
東京都立神代高等学校を経て青山学院大学を卒業後、1990年入局。
当初はスポーツ中継を担当していたが、長崎放送局で放送部副部長を務めて以降は、『NHK BSニュース』などのニュース番組に登場することが多くなった。
2015年8月の桜島噴火の際には、かつて勤務した鹿児島放送局に応援で派遣され災害情報を中心にローカルニュースを担当した。
プロレスマニアであり、2019年4月に流智美が『サタデーFM いばゆる』に出演した際は、力道山時代からの日本プロレス史の概要を把握しているなど、流は広瀬のプロレスマニアぶりに驚いていたという。
好きな食べ物はカラスミ。

## 過去の担当番組
- NHKプロ野球などのスポーツ中継
- 長崎放送局放送部副部長（アナウンス統括）
- 長崎県のニュース
- NHK BSニュース など
- 鹿児島県のニュース
- 茨城県のニュース
- いば6（不定期・向井一弘のいばスポ！キャスター代行など）
- スポーツ中継（高校野球など）
- サタデーFM いばゆる（不定期・県域FM 第2土曜日11:00 - 12:00 など）